# Daniel Rantzau (lensgreve)
 Der er flere personer med dette navn, se Daniel Rantzau.
Daniel lensgreve Rantzau (19. januar 1903 på Søholm – 23. juni 1982 på Rosenvold) var en dansk godsejer, kammerherre og hofjægermester, far til Carl Iver Rantzau.
Han var søn af kammerherre, lensgreve Jens Christian Rantzau og hustru Fanny født komtesse Brockenhuus-Schack, fik sin uddannelse ved landbruget og blev løjtnant i Den Kongelige Livgarde 1925, var på studieophold i England 1926-27, forpagter af Rosenvold avlsgård 1928-43 og var ejer af Rosenvold gods 1944-68. 
Rantzau blev gift i Engum Kirke den 15. marts 1932 med Lillie Catharina Elisabeth Busky-Neergaard (født 28. december 1911 i København), datter af kammerherre, hofjægermester Frode Busky-Neergaard og hustru Adda født Andersen.